# 圣马里安
圣马里安（法語：Saint-Mariens，法語發音：[sɛ̃ maʁjɛ̃]）是法国吉伦特省的一个市镇，属于布莱区。

## 地理
圣马里安（45°7'0"N, 0°24'11"W）面积12 平方千米，位于法国新阿基坦大区吉倫特省，该省份为法国西南部沿海省份，是法國本土面积最大的省，北起滨海夏朗德省，西临大西洋，南至朗德省，东南接洛特-加龍省，东临多爾多涅省。
与圣马里安接壤的市镇（或旧市镇、城区）包括：圣伊藏德苏迪亚克、拉吕斯卡德、卡维尼亚克、塞扎克、锡夫拉克德布莱、圣萨万。

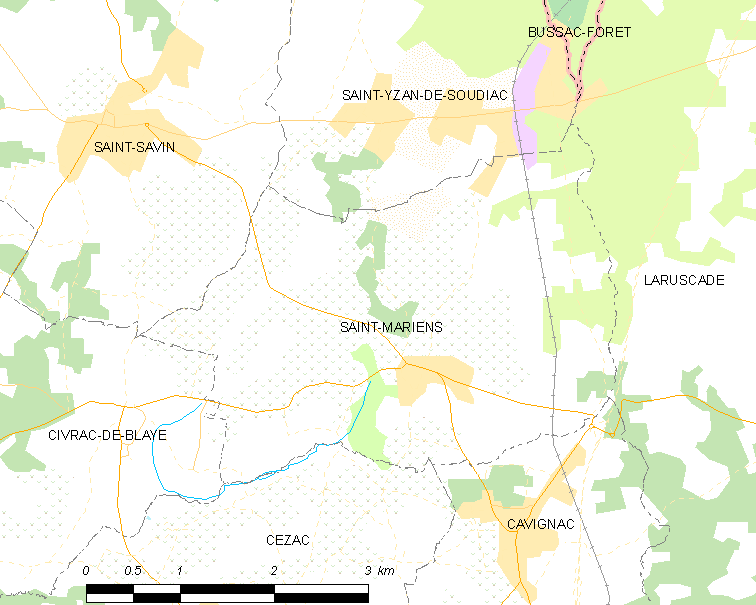
圣马里安的OSM定位图

圣马里安的时区为UTC+01:00、UTC+02:00（夏令时）。

## 行政
圣马里安的邮政编码为33620，INSEE市镇编码为33439。

## 政治
圣马里安所属的省级选区为北吉伦特县。

## 人口

1962-2008年间圣马里安人口变化图示

圣马里安于2022年1月1日时的人口数量为1637人。